# 聖安娜區 (拉孔本西翁省)
聖安娜區（西班牙語：Distrito de Santa Ana），是秘魯的一個區，位於該國南部庫斯科大區的拉孔本西翁省，始建於1825年6月21日，面積359.4平方公里，海拔高度1,047米，2005年人口33,594，人口密度每平方公里93人。